# Kanuku Mountains
Kanuku Mountains är en bergskedja i Guyana.   Den ligger i regionen Upper Takatu-Upper Esseqiubo, i den södra delen av landet.